# Pehr Christian Lovén
Pehr Christian Lovén, född 23 april 1799 i Stockholm, död där 24 maj 1878, var en svensk militär och politiker, som adlades 1864. Han var ingift i friherrliga ätten De Geer af Leufsta.
Lovén var son till köpmannen Christian Lovén och hans hustru Maria Katarina Nordling. Han blev 1816 fänrik vid andra livgardet och befordrades 1820 till löjtnant. Därefter tjänstgjorde han ett år vid ingenjörskårens fältmätningsbrigad och utnämndes 1824 till adjutant i generaladjutantsexpeditionen och var 1827–1829 adjutant hos riksståthållaren i Norge, greve von Platen. Sedan han avancerat till kapten vid gardet 1830 och major i armén 1843, anställdes han året därefter som adjutant hos Oscar I och utnämndes till chef för lantförsvarsdepartementets kommandoexpedition 1846. Året därpå befordrades han till överste i armén och 1851 till major vid andra livgardet. År 1853 utnämndes Lovén till överste och chef för andra livgrenadjärregementet, och blev 1858 generalmajor och 1860 tillförordnad generalbefälhavare i andra militärdistriktet. År 1862 befordrades han till ordinarie generalbefälhavare i tredje militärdistriktet, men utbytte samma chefsplats mot generalbefälet i andra militärdistriktet 1864. 
| Till vänster Pehr Christian Lovéns vapen och till höger stamvapen för ätten De Geer. |  | Till vänster Pehr Christian Lovéns vapen och till höger stamvapen för ätten De Geer. |
| Till vänster Pehr Christian Lovéns vapen och till höger stamvapen för ätten De Geer. |  |                                                                                      |

Samma år adlades han med bibehållande av sitt namn Lovén, och introducerades 1865 på riddarhuset som ätt nummer 2 338, med en vapensköld som starkt påminner om ätten De Geers.  Ätten dog ut på svärdssidan med honom själv, samt på spinnsidan med hans dotter Hedvig Lovén, men övriga ättlingar finns från hennes barn i den friherrliga ätten Lagerfelt nr 245.
År 1867 tog han avsked ur krigstjänsten. Lovén var även ledamot av Krigsvetenskapsakademien och ingick i den kommitté som omarbetade samfundets stadgar. Lovén var även initiativtagare till tidskriften Journal för armén och flottan, och tidskriftens ansvarige utgivare under en rad år. Han utsågs 1853 att leda en beskickning till kungen av Belgien, och 1859 ledde han en beskickning till engelska och holländska hoven.

## Länk
https://sok.riksarkivet.se/bildvisning/B0000804_00023
1. 1 2 3  Lovén, släkt, Svenskt biografiskt lexikon, läs online, läst: 18 juli 2024.[källa från Wikidata]